# Djævelens lærling
Djævelens lærling er en dansk fantasyroman skrevet af Kenneth Bøgh Andersen, og er første bind i serien Den Store Djævlekrig. Den udkom første gang den 1. januar 2010 på forlaget Høst & Søn, en afdeling hos Rosinante & Co. Siden lukningen af Rosinante & Co, er bogen udgivet af Gyldendal, der opkøbte forlaget i 2019, men "Høst & Søn" står stadig på ryggen af bogen som på de andre bind i serien. Næste bog i serien er Dødens terning og udkom 2007.

## Handling
Filip Engell er en rigtig god dreng, som altid laver sine lektier og hjælper til derhjemme. Hans far døde, da han var lille, og han har ikke rigtig nogle venner i skolen. En dag da Filip er på vej hjem, bliver han skubbet ud på vejen af skolens bølle og bliver kørt ned. Filip vågner et mørkt sted og kan ingenting se, da han støder på en låst dør. Han kan ikke åbne døren, så han går videre i mørket. Filip finder en anden dør, som fører ned. Han går ned ad trapperne og møder en kæmpe port. Han tager i håndtaget og banker. Der kommer en stor øglelignende ting som hedder Skumleskæg. Skumleskæg byder ham på en kop blodøl. Han fortæller Filip at det her er helvedes forgård. Snart kommer der en kat ved navn Lucifax og beder Filip gå med ham. Lucifax siger at han skal møde Djævelen, Lucifer, Helvede hersker, og tidligere ærkeengel. På vejen til Lucifers slot møder Filip mange grusomme ting. Folk der bliver pisket, folk der bliver begravet levende og mange andre grusomme ting.
På Lucifers slot sidder Lucifer i sin høje, sorte knogletrone. Filip føler en stor frygt for denne rene ondskab, men snart finder han ud af at Lucifer er alvorlig syg og han skal bruge en arvtager. Valget skulle rigtig have været bøllen der skubbede Filip ud på vejen, men der skete en fejl og det kunne ikke ændres. Lucifer finder hurtigt ud af at Filip er godheden selv, men han kan ikke gøre noget så Filips oplæring i at blive en djævel begynder. Filip møder en temptaner pige (en slags djævel) som hedder Satina. Filip bliver rigtig gode venner med Satina, men han har ikke kun venner, men også to fjender, Aziel og Fluks. Aziel er en rigtig satan og han bliver hurtigt fjende med Filip. Filip og Satina sniger sig en nat omkring inde i slottet og finder ud af at nogen prøver at myrde kongen. Filip og Satina vil finde ud af hvem og de begynder at lede efter spor.
Filip er blevet glad for Satina og en dag ser han Aziel og Satina gå ud fra biografen. Filip bliver meget vred og snart begynder Filip at få horn, hale og vinger fordi han bliver ond. Satina bliver ked af at Filip bliver sur for det var ikke hende han så. Men Filip er for vred til at høre på hende. Snart fanger Filip Lucifax og en anden djævel dem i at forvandle sig fra Satina og Aziel til dem selv. Han bliver vred og vil have svar fra Lucifax. Katten giver ham de svar han skal bruge og Filip vil finde Satina for at sige undskyld. Men da han er ude af lede efter Satina støder han ind i Aziel. Aziel vil dræbe Filip fordi han er Lucifers aftager og det ville han være. Snart finder Filip ud af at det var Aziel der ville begå mord på Lucifer, så Filip bliver nødt til at redde Lucifer og han ved hvordan. Fluks kommer ham til hjælp og Satina og Filip løber mod Djævelens slot. På vejen møder de Mortimer, eller Døden, og de ved at tiden er knap. Da de kommer op på slottet er Mortimer lige ved at tage livet fra Lucifer, men Filip beder om bare to sekunder mere. Filip stikker sin hånd ind under madrassen som Lucifer ligger på og finder en harefod. Filip smider den væk og snart trækker Lucifer vejret og Helvede er reddet. Der bliver holdt en stor fest hvor Aziel og hans mor som har hjulpet ham bliver smidt ud i det evige mørke. Vita, som er Mortimers søster og Livet, sender Filip tilbage til livet på jorden, men inden da får han lov til at tage afsked med Lucifer, Satina og alle de andre nye venner, han har fået på sin rejse i de hinsides. Da han har sagt farvel springer Vita ind foran ham og sender ham tilbage til livet i et skær af lys.

## Filmatisering
Rettighederne til Djævelens lærling er ligesom Kenneth Bøgh Andersens bog Tissemyrens bid (første bind i Antboy-serien) blevet solgt til Nimbus Film med henblik på filmatisering, men da en sådan film er meget dyr blev projektet ikke til noget. Derimod kom der tre Antboy-film ud af handelen med denne serie. Den 15. april 2019 offentliggjorde Andersen i et engelsk interview med ManyBooks.net, i forbindelse med udgivelsen af den engelske udgave af Den forkerte død, at han havde solgt filmrettighederne til Djævelens lærling til et stort norsk filmselskab, Maipo Film, og udtalte, at projektet involverer adskillige lande, og at han "krydser fingre for, at det lykkes."

## Musical
I maj 2018 blev det offentliggjort af teaterproducenten Heltemus Productions ApS at de var ved at opsætte en musical baseret på Djævelens lærling. Den får premiere på Refshaleøen, ved Refshalevej 1. november 2018, og har flere store navne i blandt både cast og crew. Blandt andre musical- og teaterveteraner er Kasper Leisner i rollen som Djævelen Lucifer, Torben Zeller som Døden Mortimer og Søren Hauch-Fausbøll som Helvedes portvogter Skumleskæg, og med manuskript af Mads Æbeløe Nielsen og amerikansk filmmanus-forfatter |Philip LaZebnik (Pocahontas, Prinsen af Egypten, Vejen til El Dorado), og scenografi af Eilev Skinnarmo (Røde Orm ved Det Kongelige Teater 2018, De Tre Musketerer ved Østre Gasværk Teater 2015, Niels Klims Underjordiske Rejse ved Vendyssel Teater 2017). Hovedrollerne som Filip Engell og Satina Mørch indehaves af Oscar Dietz (Antboy 2013, Billy Elliot på Det Ny Teater) og Sofie Amalie Kronborg Christensen (musicalen Ronja Røverdatter, Heltemus Productions 2016). Musicalen havde premiere 1. november 2018 på Refshaleøen i København.